# Willem Poelstra Trofee
De Willem Poelstra Trofee was een Nederlandse sportprijs die jaarlijks wordt uitgereikt in het marathonschaatsen door de Alternatieve Elfstedentocht Weissensee en schaatsbond KNSB. De prijs wordt aan het einde van het seizoen uitgereikt aan de meest talentvolle Nederlandse marathonschaatser. De prijs, die voorheen "Prijs der Beloften" heette, is vernoemd naar de in 1999 overleden Willem Poelstra, een talentvolle marathonschaatser, die een jaar daarvoor de prijs zelf in ontvangst mocht nemen. De prijs werd in 2014 voor de laatste keer uitgereikt. 

## Lijst van winnaars
| Jaar | Mannen                 | Vrouwen          |
| ---- | ---------------------- | ---------------- |
| 1995 | Peter de Vries         |                  |
| 1996 | Ruud Borst             |                  |
| 1997 | Willem Poelstra        |                  |
| 1998 | Jan Maarten Heideman   |                  |
| 1999 | Bas en Gerben van Hest |                  |
| 2001 | Koen Lankhaar          |                  |
| 2002 | Martijn Kromkamp       |                  |
| 2003 | Roel van Hest          |                  |
| 2004 | Maria Sterk            |                  |
| 2005 | Tristan Loy            |                  |
| 2006 | Lars Hogenboom         |                  |
| 2007 | Douwe de Vries         |                  |
| 2008 | Bob de Vries           |                  |
| 2009 | Erna Kijk in de Vegte  |                  |
| 2010 | Pieter Jan van Eck     |                  |
| 2011 | Karlo Timmerman        |                  |
| 2012 | Simon Schouten         | Marije van Marle |
| 2013 | Simon Schouten         | Sharon Hendriks  |
| 2014 | Simon Schouten         | Sharon Hendriks  |